# Тетрацианоплатинат(II) калия
Тетрацианоплатинат(II) калия — неорганическое соединение, комплексное соединение металла платины с формулой K2[Pt(CN)4], светло-жёлтые кристаллы, хорошо растворимые в воде, образует кристаллогидрат.

## Получение
- Реакция тетрахлороплатината(II) калия с концентрированным раствором цианистого калия:

{\displaystyle {\mathsf {K_{2}[PtCl_{4}]+4KCN\ {\xrightarrow {}}\ K_{2}[Pt(CN)_{4}]\downarrow +4KCl}}}

## Физические свойства
Тетрацианоплатинат(II) калия образует светло-жёлтые кристаллы.
Хорошо растворяется в воде.
Образует кристаллогидрат состава K2[Pt(CN)4]•3H2O.

## Химические свойства
- Безводную соль получают сушкой кристаллогидрата:

{\displaystyle {\mathsf {K_{2}[Pt(CN)_{4}]\cdot 3H_{2}O\ {\xrightarrow {100^{o}C}}\ K_{2}[Pt(CN)_{4}]+3H_{2}O}}}
- Разлагается при нагревании:

{\displaystyle {\mathsf {K_{2}[Pt(CN)_{4}]\ {\xrightarrow {400-600^{o}C}}\ Pt+2KCN+C_{2}N_{2}}}}
- Реагирует с разбавленной серной кислотой:

{\displaystyle {\mathsf {K_{2}[Pt(CN)_{4}]+H_{2}SO_{4}\ {\xrightarrow {80^{o}C}}\ Pt(CN)_{2}\downarrow +K_{2}SO_{4}+2HCN}}}
- Вступает в обменные реакции:

{\displaystyle {\mathsf {K_{2}[Pt(CN)_{4}]+2AgNO_{3}\ {\xrightarrow {KCN}}\ Ag_{2}[Pt(CN)_{4}]\downarrow +2KNO_{3}}}}